# Католицизм в России
Католицизм в России — история и положение западного (латинского) христианства и христианства восточной традиции, находящегося в единстве с Папским престолом, на исторической территории России (X—XXI).
Присутствие латинского христианства на землях восточных славян восходит к ранним временам Древнерусского государства. В разные времена отношение правителей Российского государства к католикам менялось от полного неприятия до благожелательности. В настоящее время католическая община России насчитывает несколько сотен тысяч человек и включает в себя католиков латинского обряда, византийского обряда и армянского обряда.

## Древнерусское государство

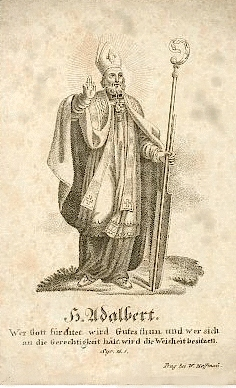
Адальберт Магдебургский — первый западный епископ, побывавший на Руси

И до и после принятия христианства Владимиром Святославичем Древнерусское государство поддерживало контакты с представителями не только Восточной, но и Западной Церквей. Первым западным (латинским) епископом, побывавшим на Руси, был Адальберт Магдебургский, который был направлен из Германии в Киев в 961 году по просьбе княгини Ольги, обратившейся в 959 году к Оттону I, прислать на Русь епископа и священников.
Адальберт Магдебургский вскоре был вынужден уехать из Киева. Вероятно, роковую роль в неудаче этой миссии сыграло двухлетнее промедление с отправкой епископа: когда Адальберт Магдебургский прибыл на Русь, там произошла смена власти, и вместо Ольги начал княжить достигший совершеннолетия её сын Святослав, убеждённый язычник и активный противник христианства. На обратном пути в 962 году Адальберт Магдебургский совершил таинство миропомазания над Войцехом (Войтехом), сыном либецкого князя (Восточная Чехия), дав ему имя Адальберт (см. Адальберт Пражский).
После крещения Руси около 988 года по византийскому обряду политические и дипломатические отношения между Киевом и Римом не прерывались: Владимир принимал посольства от Папского престола. Так, в 1008 году на Русь прибыл св. Бруно Кверфуртский, который был хорошо принят Владимиром. Столь же тепло князь Владимир поначалу принял латинского епископа Рейнберна Кольбергского, сопроводившего в Киев в 1013 году дочь польского короля Болеслава I, для брака с сыном Владимира Святополком. Затем, однако, Рейнберн принял участие в заговоре Святополка против князя и был брошен в тюрьму, где и умер.
Контакты русских князей с Римом не прервались и после раскола христианской церкви в 1054 году. Русская Церковь была в тот период митрополией Константинопольской Церкви и в расколе не принимала прямого участия. Примечательно, что праздник в честь перенесения мощей Святителя Николая в Бари, утверждённый на общецерковном уровне в 1089 году папой Урбаном II, был установлен и в русской Церкви около 1095 года и до сих пор отмечается в русском православии 9 мая по Юлианскому календарю, в то время как в греческих Церквах его никогда не было. Во второй половине XI и XII веке было заключено большое количество браков между представителями русских и западных княжеских домов (только с польскими князьями более 20) и ни в одном из этих случаев не зарегистрировано ничего похожего на «переход» из одного вероисповедания в другое.
С началом монгольского нашествия, в середине 1240-х годов, Иннокентий IV интенсифицировал дипломатические усилия Рима, находившегося тогда на пике своего светского могущества в Европе, в целях подчинения русских князей своей власти, обещая взамен военную помощь. Булла папы Иннокентия IV от 23 января 1248 года, направленная новгородскому князю Александру Невскому (булла начинается со слов «Nobili viro Alendro Duel Susdaliensi») гласит: «как стало нам известно из сообщения возлюбленного сына, брата Иоанна де Плано Карпини из Ордена миноритов, поверенного нашего, отправленного к народу татарскому, отец твой, страстно вожделев обратиться в нового человека, смиренно и благочестиво отдал себя послушанию Римской церкви, матери своей, через этого брата, в присутствии Емера, военного советника.» В другой булле от 15 сентября 1248 года (адресована «Alexandro, illustri regi Nougardiae») говорится, что Александр «испросил, чтобы [его] приобщили как члена к единой главе церкви через истинное послушание, в знак коего [он] предложил воздвигнуть в граде [своём] Плескове соборный храм для латинян»; князь Александр предпочёл в итоге союз с Ордой.
Древнейшими католическими храмами на Руси были храм св. Олафа в Великом Новгороде (XI—XII век), построенный купцами с Готланда, храм в Ладоге, церковь Святой Марии в Киеве (ок. 1220), основанная доминиканцем Яцеком Одровонжем (возможно, латинский храм в Киеве для иноземцев существовал и ранее) и храм в Смоленске («немецкая божница»), построенная в XII веке.
В 1245 году Михаил Черниговский отправил на Лионский Собор своего кандидата на Киевскую митрополичью кафедру игумена Петра Акеровича. Конкретным итогом этих усилий стало формальное распространение власти Папского престола на Галицко-Волынскую землю в 1246 году в соответствии с договорённостью между Римом и князем Даниилом Галицким: галицко-волынские князья упрочивали своё положение по отношению к западным соседям, в том числе Тевтонскому ордену в Пруссии, ибо Папа запретил крестоносцам и aliorum Religiosorum каким-либо способом приобретать земли во владениях галицко-волынских князей. Однако, никаких достоверных сведений о установлении тогда даже формальной зависимости Галицкой Церкви от Рима нет: архиепископ прусский Альберт, на которого весной 1247 года была возложена задача добиться от князя, духовенства и магнатов торжественного отречения от «схизмы» и принесения присяги, что они будут пребывать в единстве веры с Римской Церковью и повиноваться её власти, видимо, даже не посещал русские земли. Установление церковной унии между Галицкой Русью и Римом совершилось в 1253 году, в то же время Даниил Галицкий был коронован и получил от папы Иннокентия титул «Rex Russiae». Никакой военной помощи из католической Европы, поглощённой тогда ожесточённой борьбой Рима с «еретической семьёй» Гогенштауфенов, ставкой в которой было право распоряжаться императорской короной, он не получил и тогда же стал вассалом Золотой Орды.

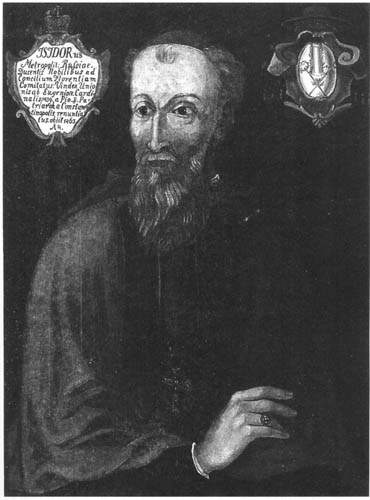
Митрополит Киевский Исидор, сторонник флорентийской унии, впоследствии католический кардинал

В XIII веке активизировались усилия Рима по христианизации языческих народов прибалтийского региона (ливы, карелы), проводившейся зачастую насильственными методами. Так в 1256 году Папа Александр IV объявил крестовый поход против карел. Против русских христианских княжеств крестовых походов никогда не объявлялось. Показательна булла Папы Александра IV, направленная 6 марта 1255 года литовскому князю Миндовгу, принявшего крещение по латинскому обряду в 1251 году и увенчанного доставленной из Рима королевской короной: булла — первый, относящийся к Руси документ, утверждающий право Римской курии распоряжаться землями «схизматиков», передавая их католическим правителям.

## От татаро-монгольского ига доПетра I
После ликвидации монголо-татарского ига и объединения Северо-Восточной Руси вокруг Великого княжества Московского контакты русских царей и духовенства с Католической церковью шли главным образом через попытки объединения Церквей и визиты папских представителей в Москву. Самая известная попытка объединения была предпринята на Ферраро-Флорентийском соборе, однако она провалилась, несмотря на то, что Киевский митрополит Исидор подписал документы Собора.
Регулярными были приезды папских представителей в Москву. Наиболее известна миссия Антонио Поссевино, приехавшего с визитом в Москву по просьбе Ивана IV, как посредника в мирных переговорах с целью окончания Ливонской войны. Однако разрешения на свободную деятельность Католической церкви в Русском царстве получено не было — главным образом ввиду нарастающей враждебности к католицизму, связанной с войнами с католическими Ливонским орденом и Речью Посполитой. Ещё больше усилилось неприязненное отношение к католицизму после вмешательства польских магнатов в период Смуты в начале XVII века и попыткой посадить на престол Русского царства королевича Владислава IV. Нетерпимость к католикам в данный период хорошо иллюстрирует тот факт, что монах-августинец Николай Мело был арестован и сослан на Соловки только за крещение по католическому обряду дочери придворного врача Бориса Годунова, итальянца по национальности.
Несмотря на неприязненное в целом отношение к католикам, в XV—XVI веках широкую практику получило приглашение в Москву западных мастеров, и, в первую очередь, архитекторов. Большинство из них были итальянцами, «фрязями», как их тогда именовали в Москве. Аристотель Фиораванти построил Успенский собор, а Алевиз Новый — Архангельский собор в московском Кремле. Всего итальянскими архитекторами было построено более десятка храмов в Москве и целый ряд — в других городах Руси. Некоторая часть приглашённых в Москву иностранцев принимала православие, однако несмотря на скудость сведений, можно полагать, что значительная их часть оставалась католиками
Утверждение Реформации в XVI веке в северной Европе повлияло и на положение католиков на Руси. Новгородская католическая церковь св. Петра, прихожанами которой были в основном шведские и северонемецкие купцы, после перехода этих государств в лютеранство оказалась заброшенной около 1544 года. Протестанты московской немецкой слободы и аналогичных иностранных землячеств других городов противились возведению католических храмов, хотя протестантский храм был открыт в Москве ещё в 1575 году.
В XVII веке в Москву приезжал хорватский католический священник Юрий Крижанич, мечтавший об объединении Католической и Православной церкви и о единстве славян. Он был принят на службу, однако затем впал в немилость и был сослан в Сибирь. После 15 лет в ссылке он получил возможность выехать из России.
В период регентства Софьи Алексеевны в Москве была организована миссия иезуитов, открывших школу, где обучались как иностранные, так и русские дети, включая большое число детей знати. В конце XVII века возникла русская католическая община диакона Петра Артемьева, вероятно, первого русского Нового времени, принявшего католичество.

## XVIII—XIX века

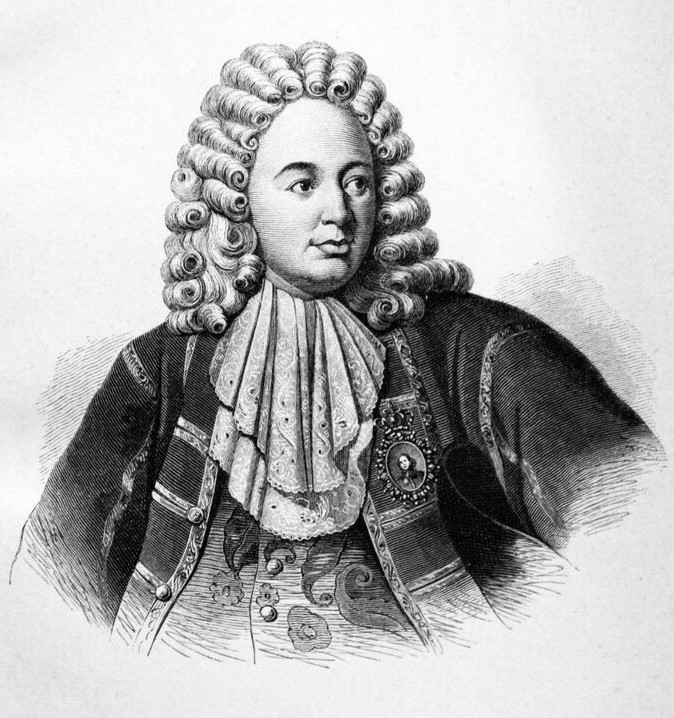
Патрик Гордон — соратник Петра I, католик по вероисповеданию

Изменение политики России по отношению к лицам католического вероисповедания произошло при Петре I. Общее прозападное направление политики страны, а также большое число иностранцев, в том числе и католиков, привлечённых царём в Россию, привело к тому, что в стране впервые появились католические церкви и монастыри; в 1694 году соратник и близкий друг Петра I Патрик Гордон добился разрешения на строительство в Москве деревянной католической часовни в Немецкой слободе. Она была построена в 1698 году, но уже в 1705 году сгорела. Каменная церковь на её месте была возведена в 1706 году (разобрана в XIX веке), позднее появились католические церкви в Санкт-Петербурге и Астрахани. В школе монахов-капуцинов при католической церкви Астрахани учился поэт В. К. Тредиаковский.
Исключительно высок вклад архитекторов-католиков в архитектурное наследие России, в первую очередь Санкт-Петербурга (Д. Трезини, Ф. Б. Растрелли, О. Монферран и др.) Между тем, хотя иностранцы-католики могли свободно исповедовать свою веру, переход русских в католицизм, а также агитация за перемену веры, были по-прежнему запрещены и серьёзно наказывались. Правление Екатерины I было кратковременным и изменений в отношения российского государства и католиков не внесло. Зато при Петре II были приняты меры по ограничению католического образования. 16 февраля 1728 года именной императорский указ запретил допуск польскому католическому духовенству в русские земли.
Анна Иоанновна стремилась твёрдо придерживаться установленных правил, тайная канцелярия трудилась исправно, наказания бывали часты и жестоки. К примеру, князь М. А. Голицын, тайно принявший католичество, не был ни казнён, ни сослан, но, после допроса в тайной канцелярии, констатировавшем его исключительное слабоумие, всего лишь общественно и социально уничтожен — обращён императрицей в шуты и сделан главным действующим лицом в придворной шутовской свадьбе, устроенной в Ледяном доме. Никаких послаблений для католицизма не было ни при искренне набожной Елизавете Петровне, ни при сибаритствующем и равнодушным к любой религии Петре III.
В царствование Екатерины II был принят ряд решений, регламентирующих положение католицизма в России. По регламенту, утверждённому 12 февраля 1768 года, при Санкт-Петербургской римско-католической церкви создавалось училище для юношей римско-католического исповедания. Вследствие разделов Речи Посполитой, в состав Российской империи вошли территории со значительным католическим населением. Екатерина II тут же приняла меры по контролю за католическим духовенством. 14 декабря 1772 года императрица издала указ, согласно которому ни одно распоряжение Святого Престола не вступало в силу без согласия российских властей.
Отношение к католикам латинского обряда на территории Царства Польского было в целом терпимым, однако католики византийского обряда (т. н. «униаты») подвергались репрессиям с целью заставить их перейти в православие. Во время первого раздела Речи Посполитой императрица обещала, что не будет притеснять католиков ни латинского ни греческого обряда. Но уже в 1780 году она издала указ, повелевающий всем униатам перейти или в латинский обряд или в православие, а на место умиравших униатских священников ставить только православных. Многие священники и монахи попали в тюрьмы.

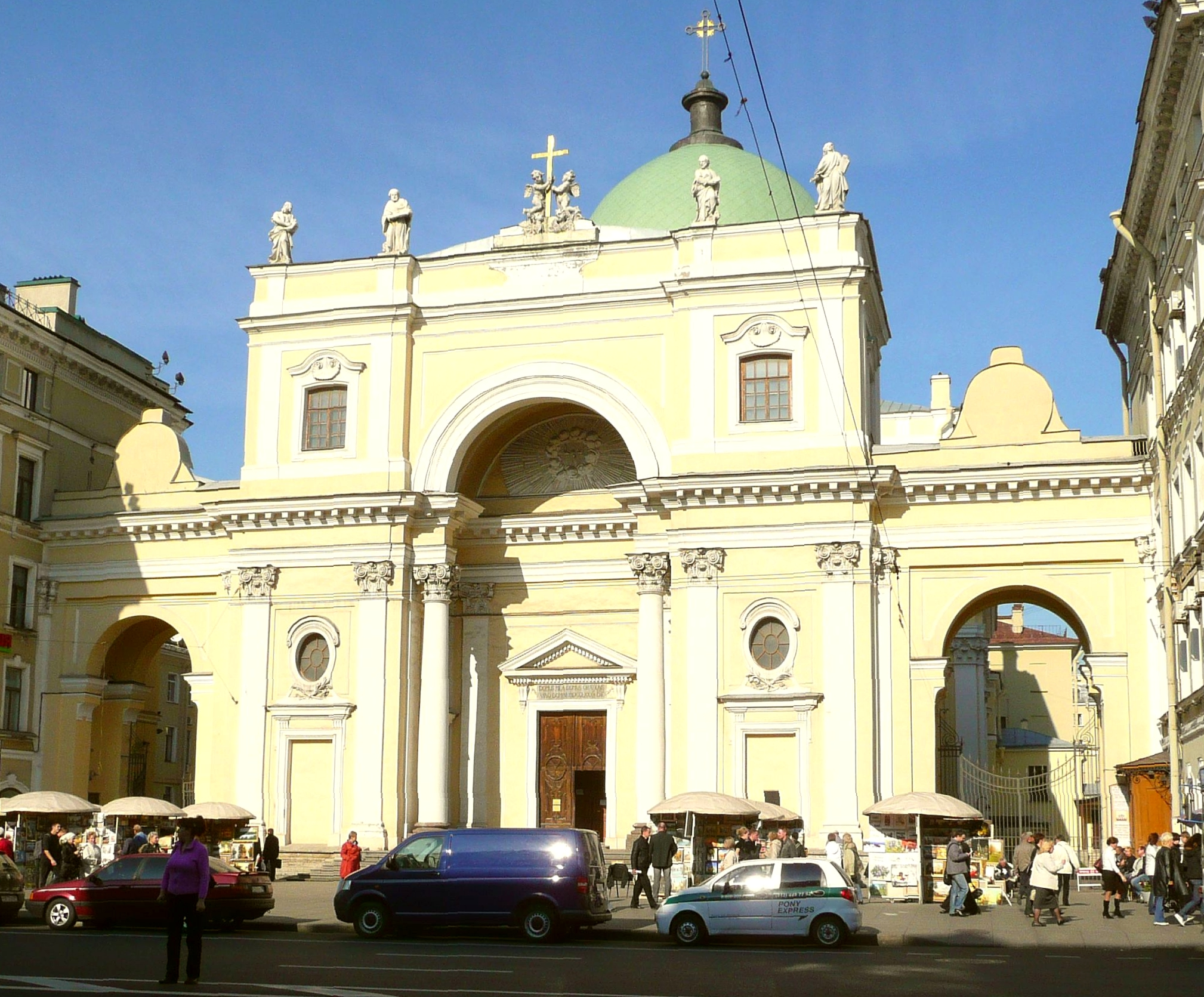
Базилика Святой Екатерины в Петербурге

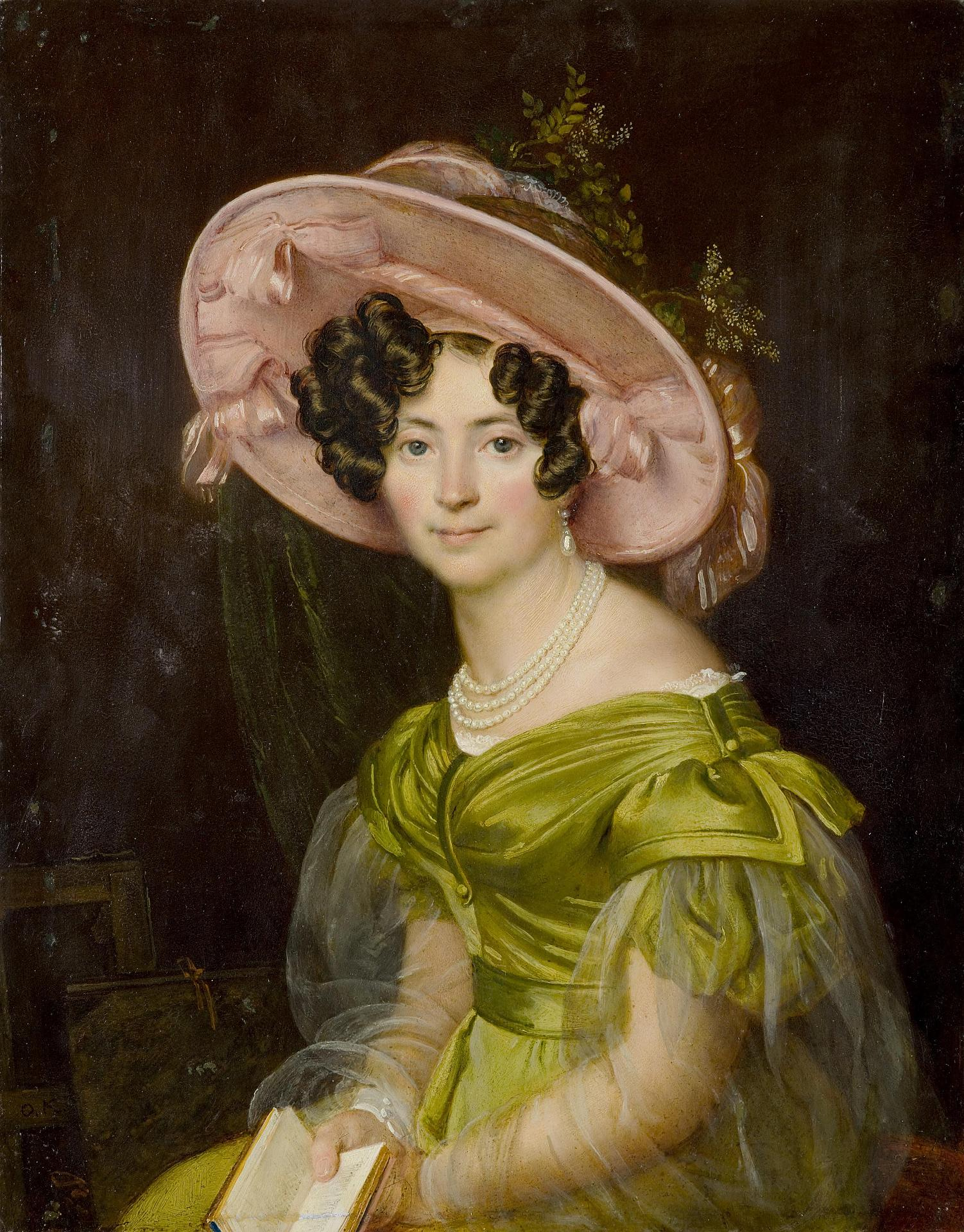
Княгиня Зинаида Волконская

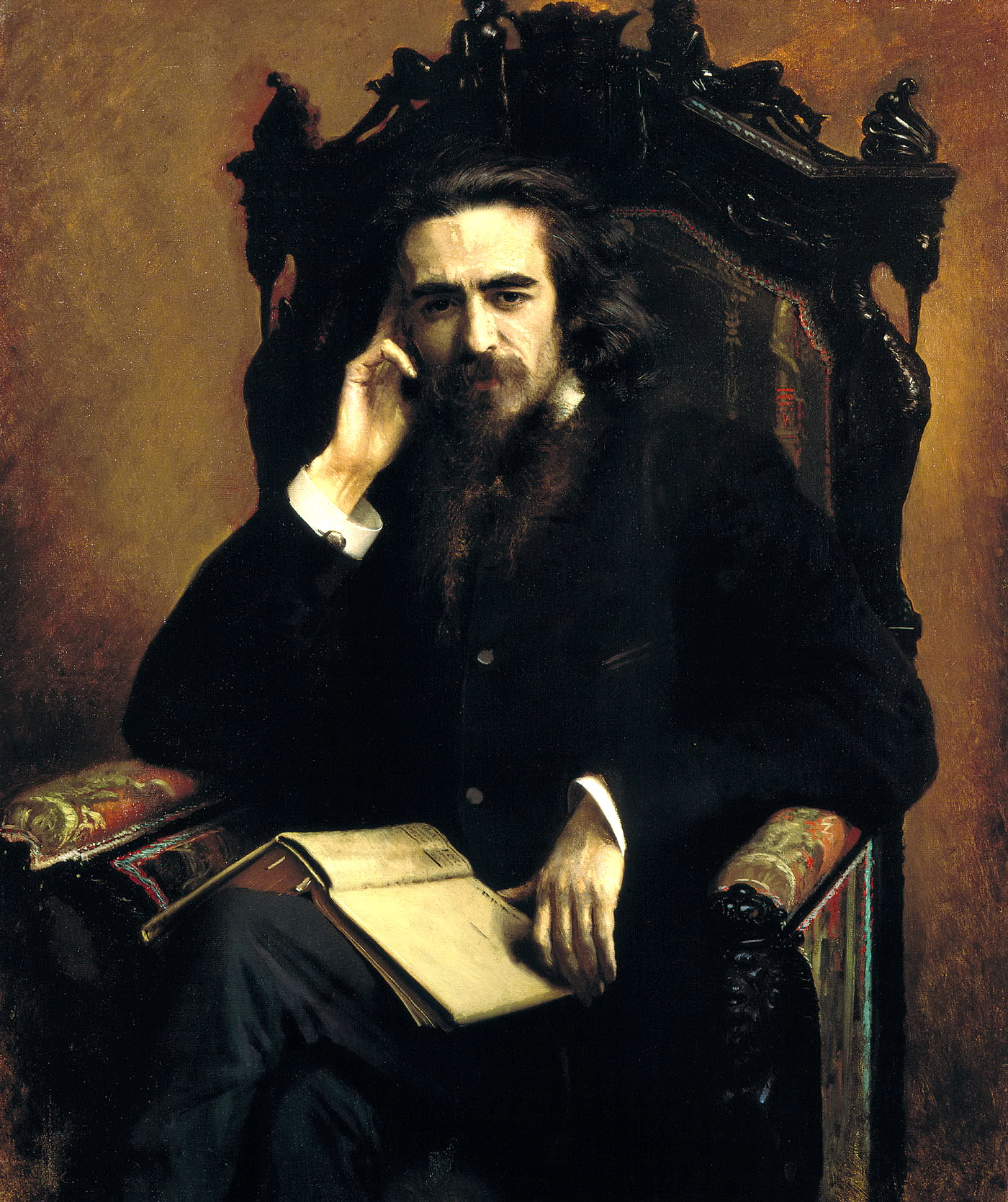
Портрет В. С. Соловьёва работы И. Н. Крамского. 1885 г.

В целом же, учитывая демонстративную «просвещенческую» деятельность императрицы и стремление придать государству более «европейский» облик, отмечается некоторое ослабление давления на католицизм, при естественном сохранении безусловного значения православия. Обязательная набожность была уделом российского двора, и это показывала своим примером сама Екатерина II, несмотря на её протестантское воспитание.
Число католиков в Российской империи росло не только за счёт жителей присоединённых к России территорий, но и за счёт европейских переселенцев в Россию, главным образом, немцев, которые переселялись, в основном, в Поволжье. В 1763 году Екатерина II издала манифест «О дозволении всем иностранцам, в Россию въезжающим, поселятся в которых губерниях они пожелают и о дарованных им правах», в котором гарантировала переселенцам свободу вероисповедания, в том числе и католического.
В 1773 году для католиков латинского обряда была создана Могилёвская епархия, в 1782 году преобразованная в архиепархию. Первым архиепископом могилёвским стал С. Богуш-Сестренцевич. В 1783 году на Невском проспекте в Санкт-Петербурге был освящён храм св. Екатерины. Поскольку создание Могилёвской архиепархии было проведено российской властью без договорённостей с Римом, Святой Престол направил в Санкт-Петербург специального представителя Джованни Андреа Аркетти, который в ходе дипломатических переговоров добился приемлемого для обеих сторон решения, и образование архиепархии было канонически утверждено.
Примечательно, что орден иезуитов после роспуска его в 1773 году папой был поддержан Екатериной II; Россия вплоть до восстановления ордена в 1814 году была одной из немногих стран, где иезуиты вели активную деятельность. На попечении иезуитов состояли Виленская академия и основанная в 1812 году иезуитская академия в Полоцке. В Петербурге при церкви св. Екатерины иезуитами был создан «благородный пансион», в котором учились дети многих аристократических фамилий российской столицы.
Правление императора Павла I ситуацию, в целом, не изменило, но несколько усилило наметившуюся тенденцию. Об этом говорит, например, тот факт, что он учредил в России отдельную Могилёвскую митрополию, в состав которой входили: Могилёвское архиепископство, епископства: Виленское, Самогитское, Луцкое, Каменецкое и Минское. Резиденция митрополита при этом располагалась не в Могилёве, а в Санкт-Петербурге.
Павел I предоставил убежище разорившимся рыцарям католического Мальтийского ордена и даже сам согласился на избрание себя протектором Ордена, носил Мальтийский крест. Он же дал приют отчаянно нуждавшемуся, изгнанному с родины католическому французскому двору.
Александр I расширил представительство в России различных католических орденов, всего в России в его правление действовал 21 мужской монашеский орден и 9 женских. В 1801 году император утвердил создание Римско-католической духовной коллегии в Санкт-Петербурге, образованной по образцу православного Святейшего Синода с целью снизить влияние римских пап на католиков России. В 1815 году Александр I подписал указ об изгнании из России иезуитов. Иезуитский пансион для детей аристократии был закрыт, а управление главной церковью империи, храмом св. Екатерины перешло от иезуитов к доминиканцам.С образованием Царства Польского (1815) и признанием на его территории католицизма государственной религией возникла необходимость в определении правового статуса Римско-католической церкви, в связи с чем с Папским Престолом российские власти заключили конкордат 1818 года.
В правление Николая I отношение к католикам ухудшилось из-за польского восстания 1830 года. По его подавлении российским правительством был принят ряд репрессивных мер против Католической церкви в западных регионах империи, в частности были ликвидированы и присоединены к православию грекокатолические приходы. Однако по политическим соображениям российское правительство начало со Святым Престолом переговоры, которые увенчались заключением в 1847 году конкордата между Святым Престолом и Россией. Конкордат, помимо прочего, зафиксировал епархиальную структуру Католической церкви в России, состоявшую из пяти епархий на западе империи: Виленской, Самогитской, Минской, Каменецкой и Луцко-Житомирской, а также Тираспольской епархии (с 1853 года с центром в Саратове), которая окормляла, главным образом, немцев Поволжья. Все шесть епархий подчинялись Могилёвскому архидиоцезу, резиденция Могилёвского архиепископа располагалась в Санкт-Петербурге. Конкордат был разорван после подавления Польского восстания 1863 года и выступления папы Пия IX в защиту католиков Российской империи. Последующие годы привели к нормализации отношений, однако конкордат так и не был возобновлён.
Браки православных с католиками в России в XIX веке разрешались, но при соблюдении целого ряда условий. Католик должен был дать подписку о том, что совместные дети будут крещены по православному обряду, а жена не будет переходить в католицизм.

«1861 года сентября 24 дня, я нижеподписавшийся кандидат Игнатий Николаев Котов даю сии обязательства Священно- и церковнослужителям села Свадицы в том, что, будучи римско-католического исповедания и вступаю в законное супружество с дочерью подпоручика Елизаветою Алексеевою Щолковою православного исповедания:
А. Не буду воспрепятствовать ей, исполнять ей все христианские обязанности по обряду Православной церкви.
Б. Детей своих согласно постановлениям Российского государства крестить в православную веру и воспитывать их в духе Грекороссийской церкви.
В чём и подписуюсь. Кандидат Игнатий Николаев Котов»— Государственный архив Смоленской области. Ф. 47. Д. 507. Л. 48

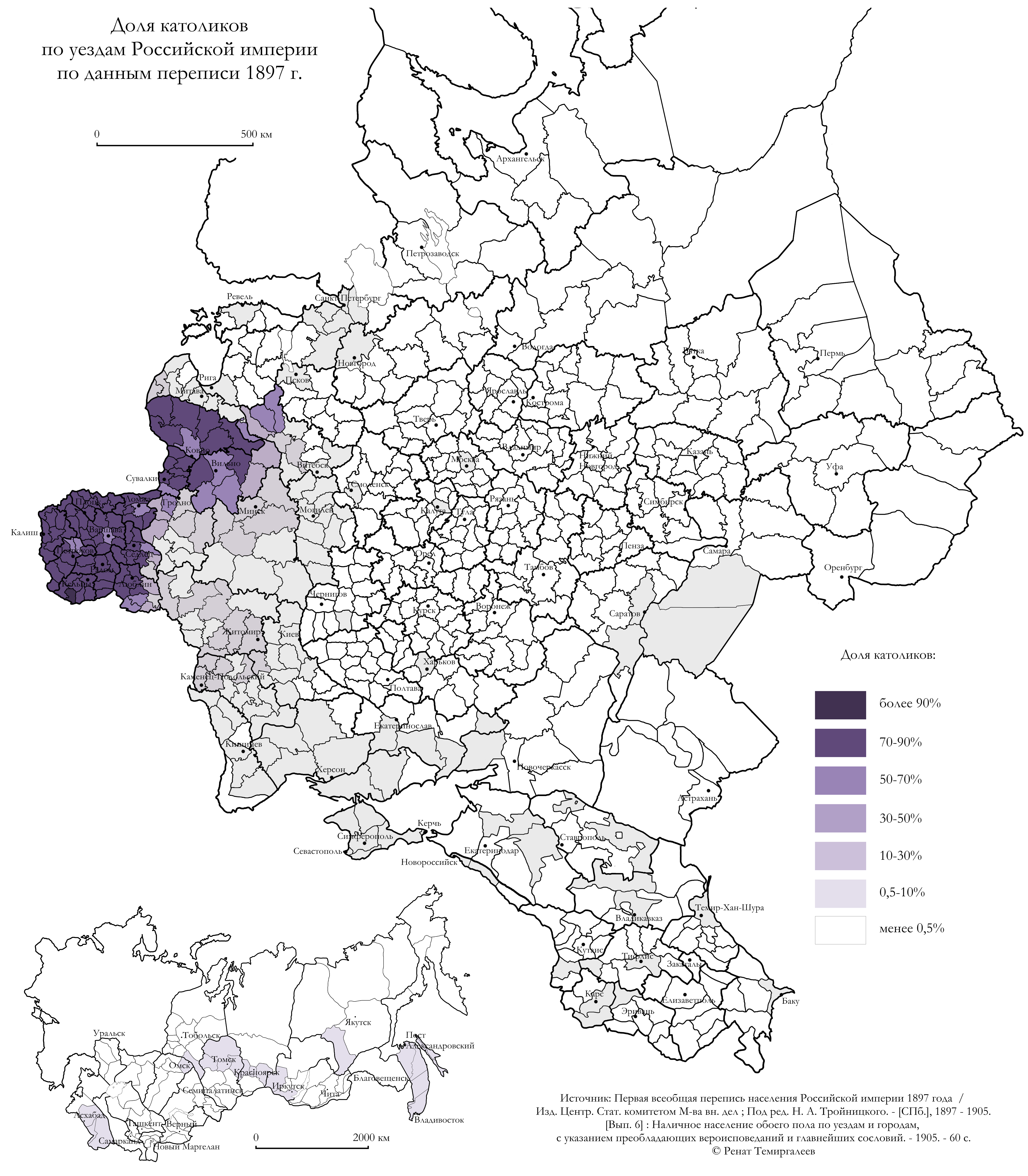
Доля католиков латинского обряда по уездам и округам Российской империи по данным Первой всеобщей переписи населения 1897 года

По подавлении восстаний в Царстве Польском, многие поляки, литовцы и белорусы были высланы в Сибирь и другие удалённые регионы России. Образовавшиеся католические диаспоры в русских городах получали право на возведение католических храмов. Именно во второй половине XIX — начале XX века было построено большинство католических церквей на территории России. Из-за того, что ядром католических общин были, как правило, польские ссыльные, эти храмы зачастую называли «польскими костёлами».
В 1879 году была официально открыта Санкт-Петербургская римско-католическая духовная семинария, подготовившая в период 1879—1917 годов 997 священников. Свои семинарии существовали и в шести других католических епархиях империи. В столице помимо семинарии также действовала Императорская римско-католическая духовная академия, предлагавшая слушателям более углублённый по сравнению с семинарией курс образования.
Несмотря на запрет переходить в католичество для русских, в XIX веке в Католическую церковь перешла большая группа русской дворянской интеллигенции. Наиболее известны: декабрист М. С. Лунин, князь И. С. Гагарин, В. С. Печерин, Д. Д. Голицын, З. А. Волконская, С. П. Свечина, М. А. Свистунова, Е. Г. Волконская, Н. А. Толстой, И. М. Мартынов и другие. Симпатизировал католичеству (возможно, по некоторым данным, и перешёл в него) П. Я. Чаадаев. Великий русский философ В. С. Соловьёв симпатизировал католицизму и причащался как в православных, так и в католических храмах (существуют документы, из которых следует, что Соловьёв, в итоге, воссоединился с Католической церковью). Широкую известность приобрела благотворительная деятельность московского врача-филантропа Фёдора Гааза, католика по вероисповеданию. В настоящее время идёт процесс его беатификации.

## Начало XX века

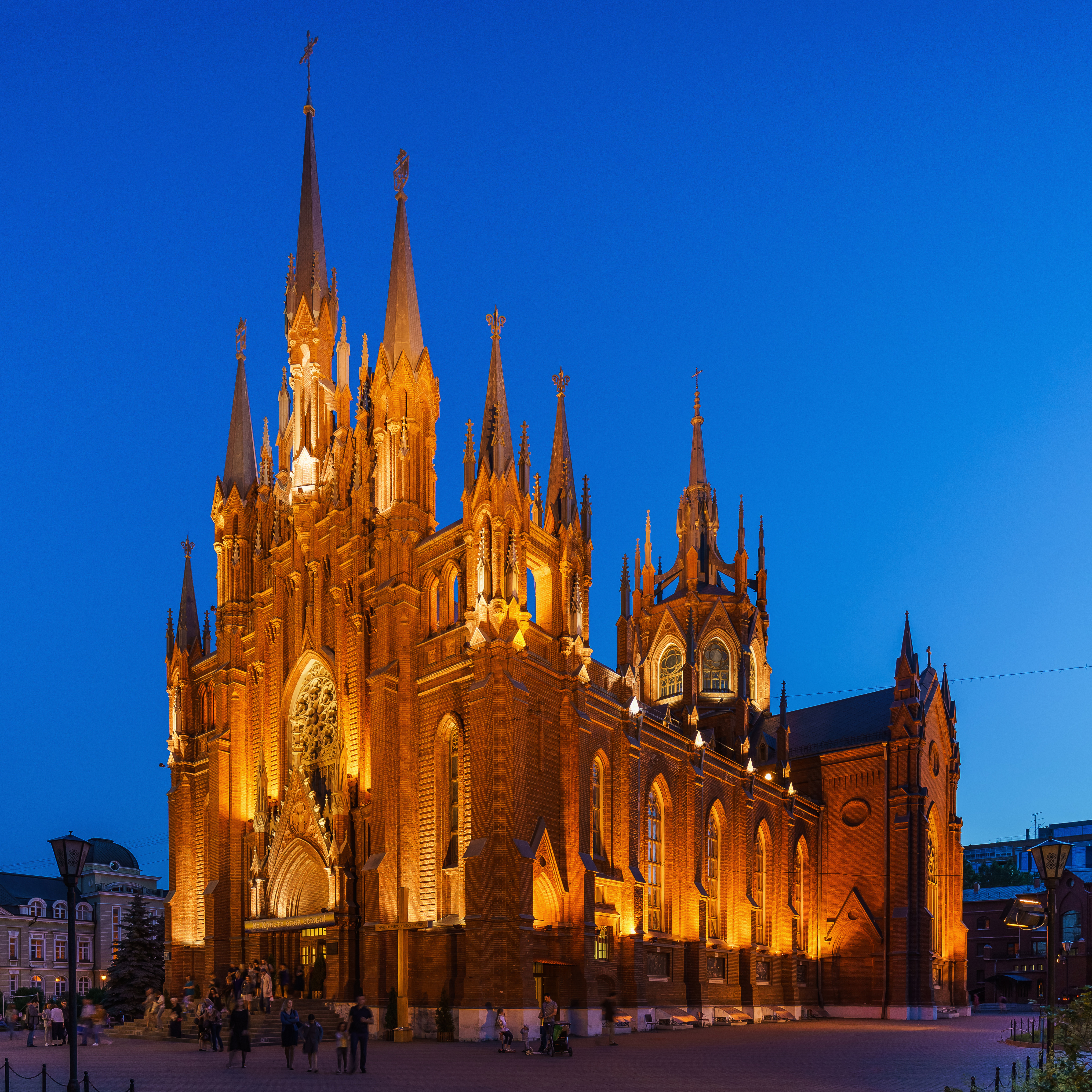
Собор Непорочного Зачатия Пресвятой Девы Марии (Москва)

В 1905 году Николай II издал Манифест об укреплении начал веротерпимости, что вызвало новую волну переходов в католицизм. Католиками стали князь Белосельский, целая плеяда православных священников. По официальной статистике в период с 1905 по 1909 год 233 000 человек перешли из православия в католичество, в основной массе они стали грекокатоликами.
В том же 1905 году в столице была основана небольшая грекокатолическая община, которую возглавил перешедший из православия в 1896 году священник Алексей Зерчанинов. В 1909 году он освятил небольшую часовню Сошествия Св. Духа в частном доме, впоследствии она несколько раз меняла помещение, пока не была закрыта властями в 1912 году.
В 1911 году в Москве было закончено строительство Собора Непорочного Зачатия Пресвятой Девы Марии, ставшего крупнейшим католическим храмом страны.
После Февральской революции в Петрограде под руководством митрополита Шептицкого прошёл первый собор Российской грекокатолической церкви. По его итогам был создан экзархат русских католиков византийского обряда. Экзархом стал священник Леонид Фёдоров. Что касается латинского обряда, то перед революцией 1917 года Могилёвская архиепархия насчитывала 1 160 000 верующих, 331 приход и 400 священников.

## При Советской власти

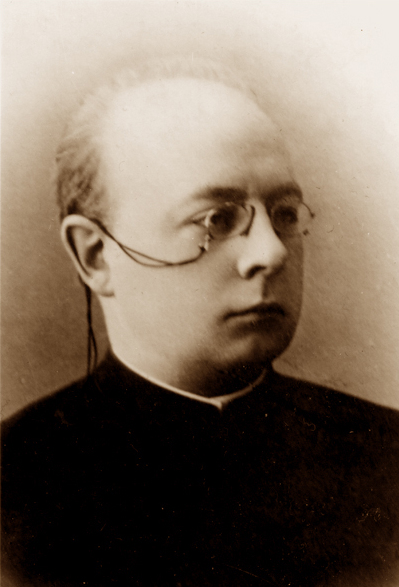
Священник Константин Будкевич, расстрелянный в ходе репрессий

Гонения Советской власти на Католическую церковь в России начались после декрета «Об отделении церкви от государства и школы от церкви», выпущенного в 1918 году. Последовавшие за декретом специальные инструкции лишали все религиозные организации, в том числе и католические приходы, имущественных прав, церковная собственность объявлялась «народным достоянием». Сопротивление процессу национализации церковной собственности со стороны архиепископа Эдварда фон Роппа привело к его аресту 19 апреля 1919 года и высылке в Польшу шестью месяцами позже.
Управление Католической церковью в России принял на себя епископ Ян Цепляк, который также протестовал против национализации церковных зданий и изъятия предметов культа из церквей. При нём в архиепархии при приходах были организованы тайные воскресные школы, некоторое время функционировала подпольная семинария. В 1920 году Цепляк некоторое время находился под арестом; также арестовывался в декабре 1922 года, когда были закрыты и опечатаны все католические церкви и часовни Петрограда. В марте 1923 года были арестованы 15 католических священнослужителей Петрограда во главе с Цепляком и экзархом Фёдоровым. 21-26 марта 1923 года в Москве проходил процесс над ними, по итогам которого архиепископ Цепляк и прелат Будкевич были приговорены к расстрелу (для Цепляка приговор был заменён впоследствии на 10 лет заключения), четверо священников и экзарх Фёдоров — к десяти годам заключения, а ещё 8 священников — к трём годам заключения. Будкевич был расстрелян 31 марта 1923 года.
К середине 20-х годов Эдуард фон Ропп формально оставался архиепископом Могилевским, а Иосиф Кесслер — епископом Тираспольским, при этом оба находились в эмиграции. В 1926 году Папа Пий XI назначил епископа Мишеля д’Эрбиньи Апостольским делегатом на всей территории СССР. При этом о епископском посвящении д’Эрбиньи и о целях его поездки в СССР не объявлялось. В ходе своих визитов в СССР в 1926 году епископ д’Эрбиньи восстановил разрушенную в ходе репрессий 1919—1923 годов структуру Католической церкви, назначил Пия Эжена Невё, Антония Малецкого, Болеслава Слосканса и Александра Фризона Апостольскими администраторами и тайно хиротонисал их во епископы. О произошедшем стало известно властям, д’Эрбиньи был выслан, все рукоположённые им епископы, кроме Невё, арестованы и отправлены в лагеря. Впоследствии Малецкий и Слосканс были высланы из СССР, Фризон — расстрелян в 1937 году.

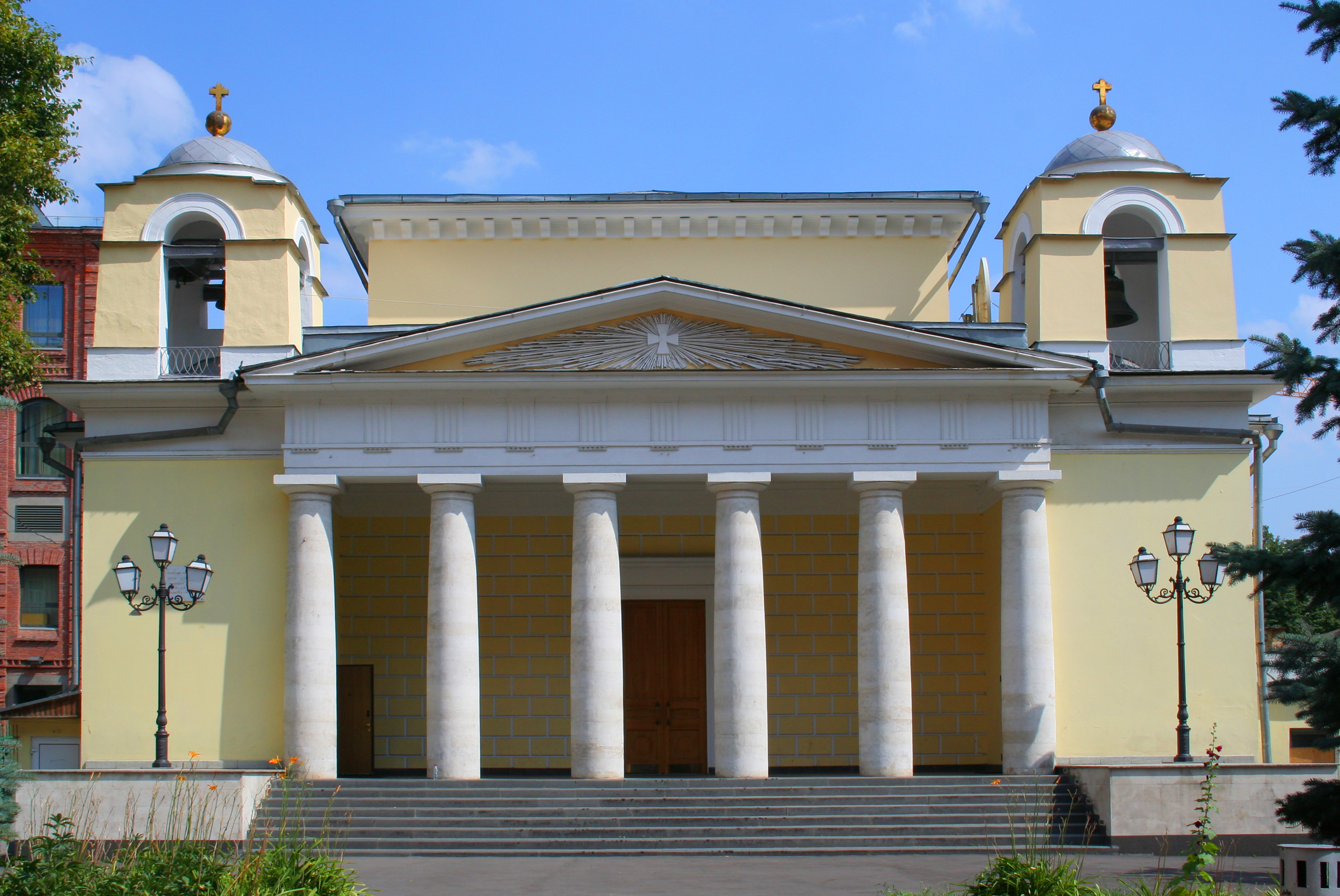
Храм св. Людовика

Епископ Невё совершил в 1935 году тайную епископскую хиротонию священника Жана Амудрю, однако в течение 1936—1937 годов из СССР были высланы и Невё и Амудрю. Похожая судьба ждала и большинство католических священников, которые были либо высланы из страны, либо расстреляны (Ф. Будрис, И. Акулов, и др.). Некоторые из репрессированных в СССР католиков в настоящее время являются кандидатами на беатификацию в рамках программы Католические новомученики России. К 1935 году на территории СССР насчитывалось не более 16 католических священников, к концу тридцатых годов на территории РСФСР оставалось только два действующих католических храма — св. Людовика в Москве и Лурдской Богоматери в Ленинграде, прочие церкви были закрыты. Они получили статус «церквей при французских посольствах», и их деятельность как «церквей для иностранных дипработников» тщательно контролировалась властями. Такая ситуация сохранялась до 90-х годов.
В 1939—1940 годах в состав СССР вошли территории со значительным католическим населением — Западная Украина, Западная Белоруссия, Литва и Латвия. В 1945 году советским стал Южный Сахалин, где в 1947—1948 году были закрыты все католические храмы, а священники выехали в Японию вместе с большей части паствы или в Польшу. Гонения обрушились и на Украинскую грекокатолическую церковь, деятельность которой была запрещена после Львовского собора 1946 года, инспирированного НКВД, на котором в отсутствие грекокатолических епископов, было принято решение о присоединении грекокатоликов к православию. В Литве и Латвии в послевоенное время также было репрессировано большое количество священников, закрыто большое количество храмов, предпринимались попытки уничтожения религиозных святынь, таких как Гора Крестов. Однако в этих республиках Католическая церковь сохранила, в отличие от РСФСР, возможность функционирования. В послевоенное время в СССР действовали только две католические семинарии — Каунасская и Рижская, да и то с существенными ограничениями — был установлен лимит на приём новых семинаристов, который постоянно сокращался.
В послевоенное время несколько католических священников (Пьетро Леони, Уолтер Чишек и др.), как правило, являвшихся выпускниками папской коллегии Руссикум, нелегально проникали на территорию СССР и предпринимали попытки религиозной деятельности, однако все были раскрыты властями и много лет провели в лагерях.

## Новейшая история

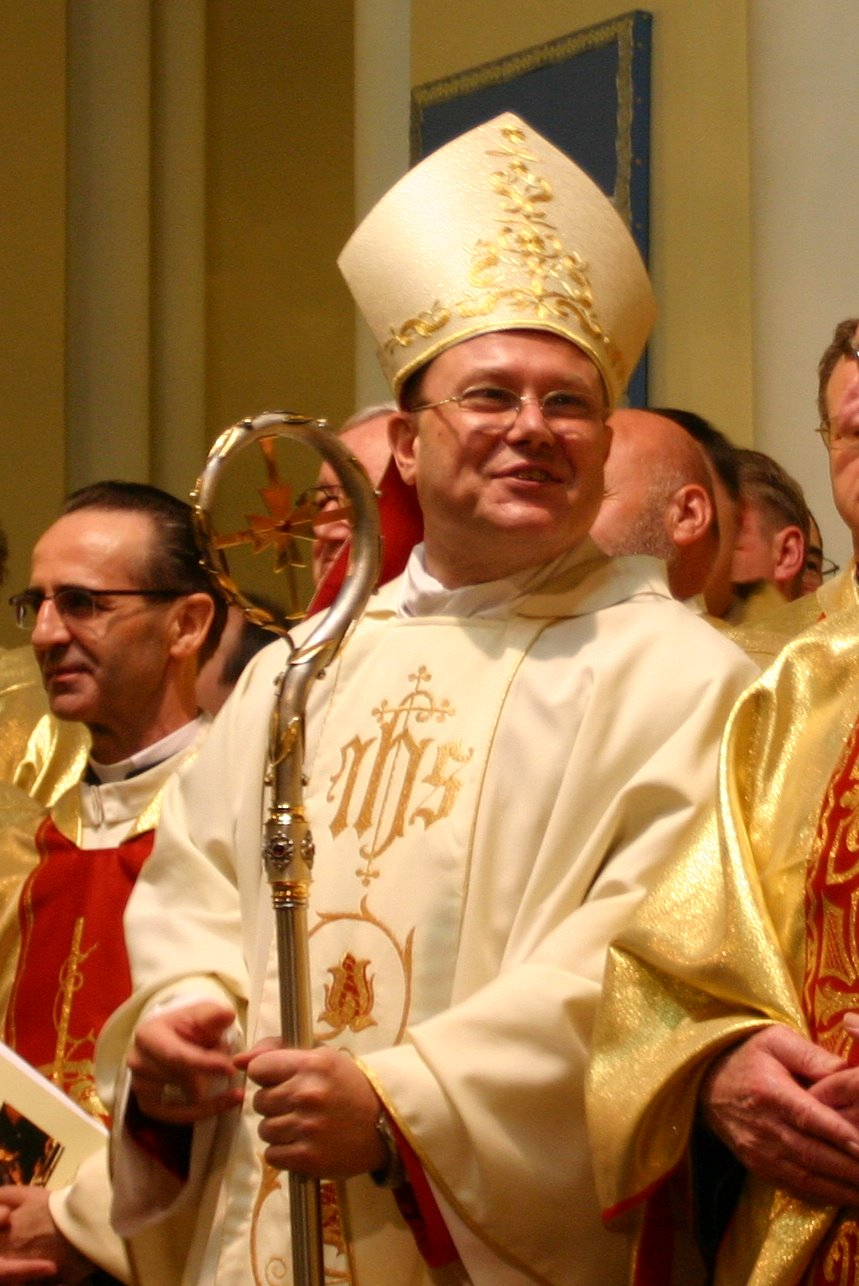
Глава архиепархии Матери Божией и конференции католических епископов России Павел Пецци

С начала 1990-х годов Католическая церковь получила возможность нормального функционирования в России.
В ходе визита Михаила Горбачёва в Ватикан 1 декабря 1989 года была достигнута договорённость об установлении дипломатических отношений между Святым Престолом и СССР. Дипломатические отношения на уровне постоянных представительств между Святым Престолом и Россией были установлены в январе 1992 года, в декабре 2009 года повышены до уровня посольств. В настоящее время апостольским нунцием в России является архиепископ Джованни Д’Аньелло, послом России в Ватикане — И. Д. Солтановский
В 1991 году были созданы две Апостольские администратуры для католиков латинского обряда, которые возглавили епископы Тадеуш Кондрусевич и Иосиф Верт. В 1998 году ещё две администратуры возглавили епископы Клеменс Пиккель и Ежи Мазур. В 1991 году в Москве открылся Колледж католической теологии св. Фомы Аквинского, а в 1993 году в Москве была открыта высшая духовная семинария «Мария — царица апостолов», позднее переведённая в Санкт-Петербург.
К 1995 году Католическая церковь имела на территории России уже более 200 приходов, причём 90 % служивших в них священников были иностранцами. Нарастала активность ряда монашеских орденов: иезуитов, ассумпционистов, доминиканцев, францисканцев, салезианцев.
В 1999 году была организована Конференция католических епископов России, которую последовательно возглавляли епископы Тадеуш Кондрусевич, Иосиф Верт, Павел Пецци и (с 2017 года) — Клеменс Пиккель.
В 2002 году Апостольские администратуры были преобразованы в полноценные епархии, что вызвало официальный протест Московского Патриархата и череду антикатолических митингов. Без объяснения причин из страны были высланы епископ Мазур и три священника.
11 марта 2006 папа римский Бенедикт XVI посредством телемоста провёл совместную молитву с католиками из десяти европейских и африканских городов. В этом событии приняла участие Россия — в петербургском храме св. Екатерины около 600 верующих приветствовало понтифика. По словам организаторов, РПЦ не чинила никаких препятствий проведению телемоста.
Практика совместной молитвы с католиками разных стран посредством телемостов была начата папой Иоанном Павлом II. Ранее Россия принимала участие в подобном мероприятии в 2002 году, в совместной молитве с европейскими католиками приняли участие прихожане московского собора Непорочного Зачатия Пресвятой Девы Марии. Тогда представители РПЦ выступили против этой идеи.

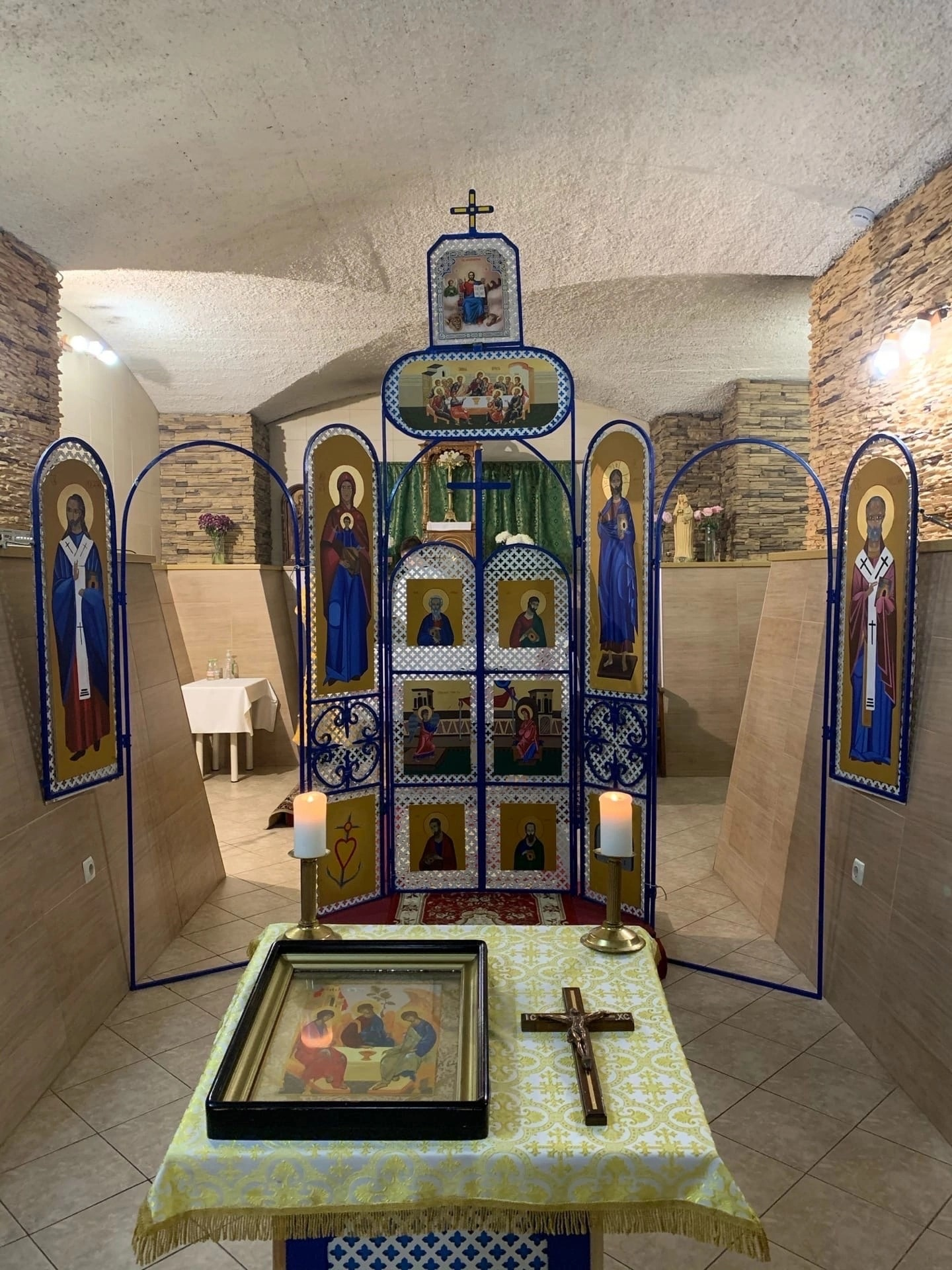
Большая часовня Собора Непорочного Зачатия в Москве с иконостасом для совершения Божественной Литургии византийского обряда. 2022 год.

27 октября 2007 года митрополита Кондрусевича на посту ординария Архиепархии Матери Божией сменил Павел Пецци.

## Современное состояние

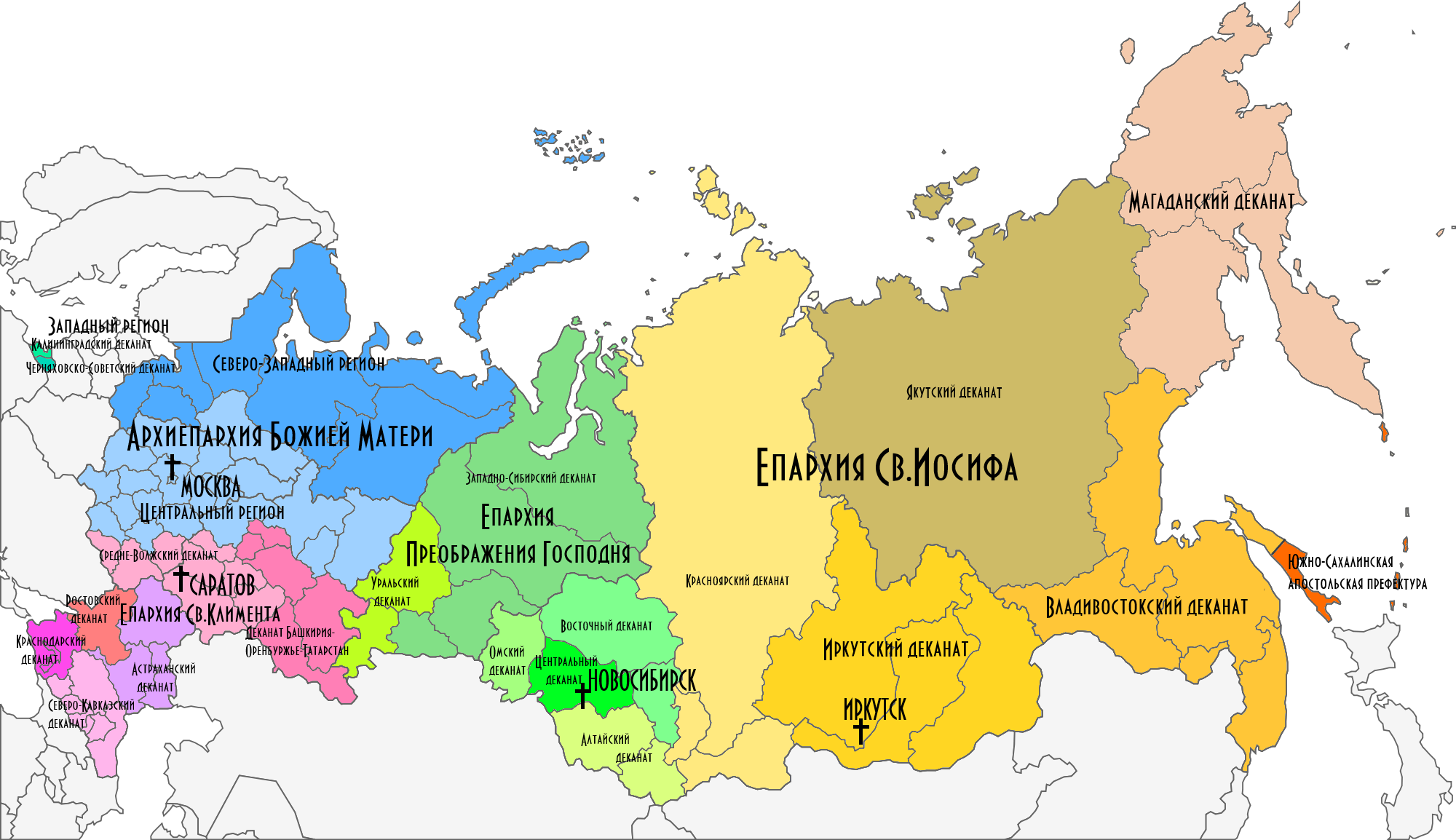
Католическая церковь в России (с 2002 г.)

По данным на 2005 год на территории России функционировало 426 приходов, четверть из них не имело храмовых зданий. Организационно приходы объединены в четыре епархии, вместе составляющие митрополию:
- Архиепархия Матери Божией в Москве
- Преображенская епархия в Новосибирске
- Епархия Святого Иосифа в Иркутске
- Епархия Святого Климента в Саратове

Оценка числа католиков в России может носить только приблизительный характер. Чаще всего называются числа от 200 до 600 тысяч человек. Справочник catholic-hierarchy приводит цифру в 789 тысяч. В России служат 120 епархиальных священников, 184 иеромонаха, 19 монахов без священнического сана и 338 монахинь.
Католическая церковь России активно участвует в общественной, культурной и благотворительной деятельности. Во многих католических храмах России проводятся концерты органной музыки, действует российское отделение благотворительной организации Каритас. Открыто несколько приютов для обездоленных, в том числе и конгрегацией Сестёр — миссионерок любви (основанной матерью Терезой). Католическое издательство францисканцев активно публикует религиозную литературу на русском языке и издаёт русскоязычную Католическую энциклопедию. Организуются научные конференции, в том числе и совместные с Русской православной церковью. Католическая церковь России организует мероприятия ежегодной Недели молитвы о единстве христиан, молодёжные делегации от России принимают участие во всемирных Днях католической молодёжи. В Преображенской епархии издаётся «Сибирская католическая газета» и вещает телеканал Кана. Представители католиков входят в Совет по взаимодействию с религиозными объединениями при Президенте Российской Федерации.
По состоянию на 1 января 2011 года в системе ФСИН официально действовали 3 католических храма и 2 молитвенные комнаты для католиков.

## Отношения сРусской православной церковью
Подробнее см. статьи Православие и католицизм и Русская Православная Церковь при Патриархе Алексии II
В начале 1990-х годов отношения между Русской православной церковью и Римско-католической церковью заметно ухудшилось. Произошло это в первую очередь из-за активности УГКЦ на Западной Украине, которая зачастую насильственными методами захватывала храмы, изгоняя оттуда представителей Московского Патриархата. Вызывала критику со стороны РПЦ МП и миссионерская активность католических орденов среди лиц, принадлежащих к Православной церкви по крещению или связанных с ней историческими, духовными и культурными корнями. Данная деятельность воспринималась последней как прозелитизм, однако католическая сторона отвергала подобные обвинения, настаивая на том, что прозелитизмом следует считать лишь переманивание верующих подкупом и бесчестными методами. В связи с отсутствием единого мнения по вопросу прозелитизма, Русская православная и Римско-католическая церкви вступили в череду конфликтов, которые вели к ещё большему ухудшению отношений. В дальнейшем проблема прозелитизма неоднократно обсуждалась на двусторонних встречах Московской Патриархии и Святого Престола.
В годы понтификата Бенедикта XVI отношения Католической Церкви с Московским Патриархатом продолжали оставаться проблемными, хотя по мнению обеих сторон, существует тенденция к их улучшению.
Главным препятствием для плодотворного диалога РПЦ считает прозелитизм на своей канонической территории. Для разрешения возникших проблем в 2004 году Москву дважды посещал кардинал Вальтер Каспер, глава папского совета по содействию христианскому единству. В итоге была создана совместная комиссия по рассмотрению случаев прозелитизма.
Во время визита в Ватикан 1 декабря 1989 года М. С. Горбачёв впервые сделал приглашение посетить Москву папе Иоанну Павлу II, правда в слегка завуалированной форме «Хочу сообщить, что в нашей беседе с Его Святейшеством мы говорили о визите в будущем папы римского в Советский Союз». Приглашение посетить Россию также было сделано Б. Н. Ельциным 9 февраля 1998 года. Папа, однако, в соответствии с принятой в Ватикане практикой не совершать государственные визиты, но только пастырские, хотел получить приглашение и от Московского Патриарха; Московский Патриархат, со своей стороны, говорил о невозможности встречи между Папой и Патриархом до тех пор, пока не будут урегулированы проблемы между католиками и РПЦ.
В конце октября 2007 года в интервью газете «Московские новости» председатель ОВЦС митрополит Кирилл (Гундяев) заявил по поводу возможной встречи Патриарха Алексия II и Папы Римского Бенедикта XVI, что «патриарх неоднократно сам говорил, что никогда не исключал возможности такой встречи. Сегодня эта возможность не менее реальна, чем это было некоторое время тому назад, а может, даже более реальна».

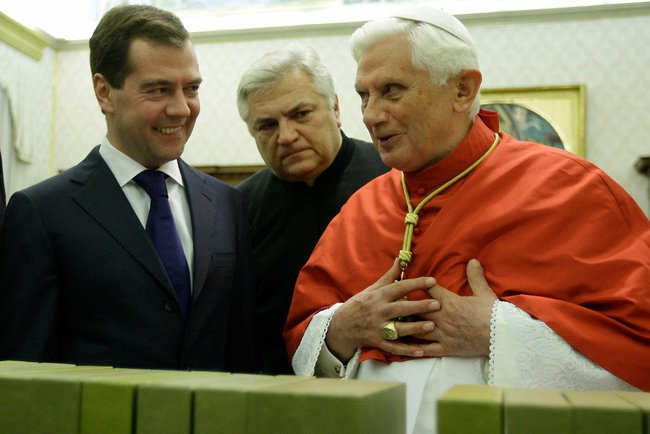
Д. А. Медведев и Бенедикт XVI, 2009 г.

В декабре 2007 года митрополит Кирилл подтвердил непризнание Московским Патриархатом католических структур в Российской Федерации в статусе ординарных епархий (с февраля 2002 года). Однако, в январе 2008 года он с оптимизмом оценил перспективу встречи патриарха Московского и папы Римского Бенедикта XVI на нейтральной территории, заметив, в частности: «С тех пор, как Бенедикт стал папой, наши отношения улучшились. Он снял с повестки дня вопрос о визите в Москву. Подобный визит не решил бы никаких проблем, а только бы спровоцировал новые.» Одновременно оптимизм по вопросу выразил Представитель Святого Престола в России архиепископ Антонио Меннини, заявивший, что встреча Патриарха с Папой Римским становится все более вероятной: «Наблюдаются знаки, позволяющие надеяться на положительные сдвиги». В итоге, первая в истории встреча папы римского Франциска и патриарха Московского Кирилла состоялась 12 февраля 2016 года на Кубе.
В конце ноября 2008 года на выездном заседании Конференции католических епископов России, прошедшем в Кёнигштайне, архиепископ Антонио Меннини обратился к российским католическим епископам: «<…> призываю вас, как я уже не раз делал в прошлом, невзирая на трудности, стараться укреплять ваши отношения дружбы и братства с православными епископами, которые работают в ваших обширных округах.»
В мае 2010 года председатель ОВЦС митрополит Иларион (Алфеев) совершил многодневный визит в Италию, в ходе которого состоялся ряд экуменических мероприятий и контактов с руководством РКЦ. В июне 2010 года Посол Святого Престола в РФ архиепископ Антонио Меннини предложил католическим священникам присутствовать время от времени на богослужениях в храмах РПЦ; Меннини отметил «значительное улучшение» православно-католических отношений и призвал развивать «братские отношения между католическим и православным духовенством».
В 2017 году митрополит Иларион (Алфеев) отметил: «Мы не говорим сейчас об „объединении“ Церквей, однако уверены в том, что возможно их сближение по целому ряду вопросов. И главное — мы не соперники, как было в прошлом, а союзники. Из этого понимания нам следует исходить, развивая проекты, направленные на совместное свидетельство миру о Христе распятом и воскресшем».